# Oto-palato-digitales Syndrom Typ 1
Das Oto-palato-digitale Syndrom Typ 1 (OPD-Typ 1) ist eine sehr seltene angeborene Skelettdysplasie aus dem Spektrum des Oto-palato-digitalen Syndroms. Im Gegensatz zum OPD-Typ 2 ist dieser Typ die mildeste Form. Hauptmerkmale sind Gaumenspalte, milde Geistige Behinderung, Schwerhörigkeit, Gesichtsauffälligkeiten und breite Phalangen und Nägel.
Synonyme sind: Taybi-Syndrom; OPD-Syndrom 1; englisch cranioorodigital syndrome; faciopalatoosseous syndrome; FPO
Die Bezeichnung bezieht sich auf die Erstautoren der Erstbeschreibung aus dem Jahre 1962 durch den US-amerikanischen Radiologen Hooshang Taybi.
Das Syndrom ist nicht zu verwechseln mit dem Rubinstein-Taybi-Syndrom.

## Verbreitung
Die Häufigkeit wird mit unter 1 zu 1.000.000 angegeben, bislang wurde über mehr als 100 Patienten berichtet. Die Vererbung erfolgt X-chromosomal dominant.

## Ursache
Der Erkrankung liegen Mutationen im FLNA-Gen auf Chromosom X Genort q28 zugrunde, welches für Filamin A kodiert.
Veränderungen an diesem Gen finden sich auch bei:
Oto-palato-digitales Syndrom Typ 2, Frontometaphysäre Dysplasie und Melnick-Needles-Syndrom.

## Klinische Erscheinungen
Klinische Kriterien sind:
- Minderwuchs
- geistige Behinderung
- Schallleitungs-Schwerhörigkeit
- Gaumenspalte
- kurze und breite distale Phalange und Nägel an Fingern und Zehen, besonders im I. Strahl, abnormale Stellung, partielle Syndaktylie der Zehen
- Plumper Gesichtsausdruck mit Hypertelorismus, antimongoloider Lidachse, Hypoplasie von Nase und Mittelgesicht, teilweise fehlende Zähne, tiefsitzende Ohrmuscheln
- Kurzer Rumpf, Trichterbrust, Hüftluxation, eingeschränkte Streckbarkeit des Ellbogens und des Kniegelenkes, eventuell Radiuskopf-Subluxation

## Diagnose
Im Röntgenbild finden sich charakteristische Zeichen:
- Hyperostose des Os frontale und der steil gestellten Schädelbasis, Fehlen der Sinus frontalis und Sinus sphenoidalis, später Verschluss der großen Fontanelle
- Wirbelfehlbildungen mit Spina bifida occulta
- Beckendysplasie
- verkürzte Metakapalia III-V, Fusion von Os capitatum und os hamatum, Pseudoepiphysen
- gebogene lange Röhrenknochen, fehlende Fibula, aufgespreizte Zehen, Kampto-, Syn-, Polydaktylie

## Differentialdiagnose
Abzugrenzen sind: OPD Typ 2, Larsen-Syndrom und Cornelia-de-Lange-Syndrom.